# Leesita
La leesita és un mineral de la classe dels òxids. Rep el nom en honor del comerciant i col·leccionista de minerals nord-americà Bryan K. Lees (nascut el 1957).

## Característiques
La leesita és un òxid de fórmula química K(H₂O)₂[(UO₂)₄O₂(OH)₅]·3H₂O. Va ser aprovada com a espècie vàlida per l'Associació Mineralògica Internacional l'any 2016, i la primera publicació data del 2017. Cristal·litza en el sistema ortoròmbic.
Els exemplars que van servir per a determinar l'espècie, el que es coneix com a material tipus, es troben conservats a les col·leccions mineralògiques del Museu d'Història Natural del Comtat de Los Angeles, a Los Angeles (Califòrnia), amb els números de catàleg 66285, 66286 i 66287, i a l'Oficina de Geologia i Recursos Minerals de Nou Mèxic, a Socorro (Estats Units), amb el número de catàleg: 19029.

## Formació i jaciments
Va ser descoberta a la mina Jomac, situada al White Canyon, dins el districte de White Canyon del comtat de San Juan (Utah, Estats Units). Es tracta de l'únic indret de tot el planeta on ha estat descrita aquesta espècie mineral.